# انعدام النصف الشظوي للطرف
 انعدام النصف الشظوي للطرف أو النقص الشظوي الطولي (بالإنجليزية: Fibular hemimelia) هو «غياب خلقي للشظية في الساق وهي حالة الغياب الخلقي الأكثر شيوعا للعظام الطويلة في الأطراف.» انعدام النصف الشظوي للطرف هو قصر الشظية عند الولادة، أو النقص التام لها. في البشر، يمكن ملاحظة هذا الاضطراب عن طريق الموجات فوق الصوتية في الرحم للتحضير للبتر بعد الولادة أو جراحة إطالة العظم المعقدة. يحدث البتر عادة بعد ستة أشهر مع إزالة أجزاء من الساقين لإعدادها علي استخدام الأطراف الصناعية. العلاجات الأخرى التي تشمل قطع العظم التصحيحي المتكرر وجراحة إطالة الساق (جهاز إليزاروف) غالية الثمن وينتج عنها تشوهات باقية.

## الخصائص
الخصائص هي:
- شريط ليفي بدلاً من الشظية .
- ساق قصيرة ومشوهة.

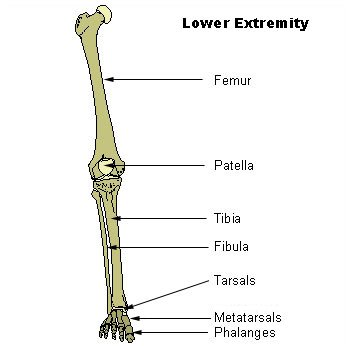
عظام الطرف السفلي للإنسان.

- غياب الجزء الجانبي من مفصل الكاحل (بسبب عدم وجود النهاية البعيدة من الشظية)، وما يتبقى يكون غير مستقر؛ القدم لديها تشوه قفدي روحي.
- احتمالية غياب جزء من القدم والذي يتطلب تدخل جراحي لكي تتعالج القدم وتقوم بوظائفها الطبيعية، أو البتر.
- احتمالة غياب واحد أو اثنين من أصابع القدم.
- احتمالية التصاق أصابع القدم أو الأمشاط.

الغياب الجزئي أو الكلي للشظية هي من أكثر حالات التشوه شيوعًا في الأطراف. الغياب الجزئي أو الكلي للشظية هو نقص العظام الطويلة والتشوه الهيكلي الأكثر شيوعا في الساق. وغالبًا ما يكون أحادى الجانب (موجود فقط على جانب واحد). قد يظهر ثنائيًا أيضٌا (يؤثر على كلتا الساقين). انعدام النصف الشظوي المجاور للمحور هو المظهر الأكثر شيوعًا الذي يتأثر به فقط الجزء ما بعد المحور من الطرف. يُنظر إليه عادةٌ على أنه نقص كامل مركزي، حيث تتأثر أيضًا الأشعة الجانبية للقدم. يمكن أن يكون الانعدام أيضًا مقحم في الحالة التي تبقى القدم فيها غير متأثرة. على الرغم من سهولة التعرف على العظم المفقود، فإن هذه الحالة ليست مجرد عظم مفقود. تتأثر الذكور مرتين بقدر ما تتأثر الإناث في معظم السلاسل.

## الأسباب
سبب الانعدام الشظوي غير واضح. يزعم أنه كانت هناك بعض حوادث الانتشار الوراثي في أسرة؛ مع ذلك، هذا لا يفسر جميع الحالات. تعتبر الالتهابات الفيروسية للأمهات، والصدمات الجنينية، والتعرضات البيئية المسببة للأمراض أو خلل التنسج الوعائي (فشل الجنين في تكوين إمداد دم مرضٍ) ما بين الاسبوع الرابع والسابع من الحمل من الأسباب المحتملة.
في نموذج فار التجريبي، أدى التغيير في التعبير عن جين العلبة المثلية إلى عيوب شظوية ثنائية مماثلة.

## أشخاص بارزون
- جيسيكا لونج - سباحة أمريكية معاقة
- ليام مالون - رياضي نيوزيلندي معاق
- آيمي مولينس - رياضية أمريكية معاقة، ممثلة، وعارضة أزياء
- أوسكار بيستريوس - رياضي جنوب إفريقي معاق متقاعد وقاتل مدان
- لونج جيني سيلفر - الممثلة الإباحية الأمريكية السابقة
- إريك ستولهانسك - ممثل أمريكي، كاتب، مخرج، ومنتج

## روابط خارجية
- مجلة جراحة العظام المشتركة 1997 يناير؛ 79 (1): 58-65.
- مركز أمريكا الشمالية للإبلاغ عن التشوهات البرمائية (NARCAM)، يوليو 2011
- الضفادع المشوهة في مينيسوتا في يوليو 2011
- تقدم الدراسات رؤى جديدة حول أسباب الضفادع المشوهة يوليو 2011
- http://www.wheelessonline.com/ortho/fibular_hemimelia_longitudinal_fibular_deficiency